# Grand Canyon Village
Grand Canyon Village is een plaats (census-designated place) in de Amerikaanse staat Arizona, en valt bestuurlijk gezien onder Coconino County.
In Grand Canyon Village is een gratis pendelbussysteem langs de diverse uitzichtpunten langs de West en East Rim Drive. In de omgeving is het Grand Canyon National Park Airport. Jaarlijks komen hier vele bezoekers voor de Grand Canyon. Er zijn diverse faciliteiten zoals onder andere een campground, een visitors center en overnachtingsmogelijkheden.

## Demografie
Bij de volkstelling in 2000 werd het aantal inwoners vastgesteld op 1460.

## Geografie
Volgens het United States Census Bureau beslaat de plaats een oppervlakte van
34,8 km², geheel bestaande uit land.

## Plaatsen in de nabije omgeving
De onderstaande figuur toont nabijgelegen plaatsen in een straal van 80 km rond Grand Canyon Village.